# Герб Спасского района (Приморский край)
Герб муниципального образования Спасский район Приморского края Российской Федерации — опознавательно-правовой знак, соответствующий установившимся традициям и составленный по правилам геральдики, являющийся символом районного статуса и самоуправления.
Герб утверждён Решением № 46 муниципального комитета Спасского района 25 мая 2001 года.
Герб внесён в Государственный геральдический регистр Российской Федерации под номером № 765.

## Описание герба
«В рассечённом лазоревом (синем, голубом) и зелёном поле справа — серебряный, с воздетыми головой и крыльями, стоящий на одной ноге журавль, слева — три золотых колоса (без листьев), из которых средний выше, во главе щита, поверх сечения — серебряный цветок лотоса. В левой вольной части — герб Приморского края».

## Описание символики
Основные (права и левая) части герба имеют два цвета: лазурь и зелень.
Верхнюю среднюю часть щита (на лазурном и зелёном фонах) венчает цветок лотоса.
В нижней части на лазурном фоне расположена фигура даурского журавля.
Лазурный фон и фигуры цветка лотоса и даурского журавля символизируют водную гладь озера Ханка, экологическую среду Ханкайского заповедника и в соответствии с геральдической символикой традицией цветок определяет символ красоты и величия.
Зелень, на фоне которой изображается фигура пшеничных колосьев, символизирует твердь суши и растительности Приханкайской низменности, в которой географически располагается Спасский район. Зелень определяется как символ надежды, радости и изобилия.
Металлы, употребляемые в изображении фигур герба:
золото — в изображении фигуры тигра на гербе Приморского края и в изображении группы пшеничных колосьев (золото определяется как символ богатства, справедливости и великодушия);
серебро — в изображении даурского журавля и цветка лотоса (серебро определяется как символ чистоты и невинности).

## История герба
Герб Спасского района был разработан в 1999 году жителем села Спасского Сергеем Ивановичем Степановым.
В 2001 году решением муниципального комитета Спасского района герба был утверждён в соответствии с требованиями Государственной герольдии.